# Wegwerkzaamheden

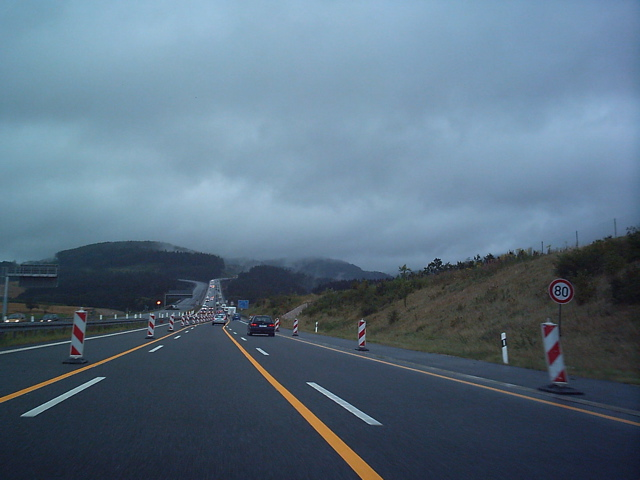
Wegwerkzaamheden op een autosnelweg in Duitsland

Wegwerkzaamheden zijn werkzaamheden die worden uitgevoerd aan een weg, bijvoorbeeld voor onderhoud en reparaties of om infrastructurele wijzigingen tot stand te brengen. Wegwerkzaamheden kunnen leiden tot vertragingen of files doordat de maximumsnelheid is verlaagd of het wegprofiel de verkeerscapaciteit vermindert.
Wegwerkzaamheden worden in de meeste westerse landen meestal op ruime afstand aangekondigd met verkeersborden.
De wegmarkering op het gedeelte waar aan gewerkt wordt is meestal geel of oranje. Er kan gebruik worden gemaakt van onder meer pylonen en betonnen barriers om het wegprofiel tijdelijk aan te passen. Een actiewagen kan worden ingezet om een rijstrook te blokkeren en weggebruikers hierover op zichtafstand te informeren door een knipperend matrixbord. Op snelwegen worden (gedeelten van)rijstroken waaraan gewerkt wordt tevens gemarkeerd met rode kruizen op de matrixborden boven de weg. Deze worden voorafgegaan door een schuine witte pijl die aangeeft dat het verkeer een strook moet opschuiven.  Rijstroken kunnen ter hoogte van wegwerkzaamheden versmald zijn, en er kan een inhaalverbod gelden.
Ook kan er gebruikgemaakt worden van tijdelijke verkeerslichten of verkeersregelaars. Dit wordt gedaan indien over langere afstand de helft van de weg wordt afgesloten. De andere helft wordt dan alternerend in beide richtingen gebruikt. Een nadeel bij een afsluiting met verkeerslichten is, dat zijstraten dienen afgesloten te worden in de richting van de werken. Moesten deze openblijven, zouden bestuurders die uit de zijstraten komen, niet weten welke richting er groen heeft, en gaan spookrijden. Verkeersregelaars kunnen flexibeler omgaan met verkeer uit zijstraten.
Het kennisplatform voor infrastructuur, verkeer, vervoer en openbare ruimte CROW heeft in publicaties 96a en 96b voor veelvoorkomende situaties de tijdelijke verkeersmaatregelen gestandaardiseerd voor Nederland. Dit zijn geen wettelijke voorschriften, maar afwijkingen van deze richtlijnen moeten gemotiveerd kunnen worden.